# Jan Maciej Chmielewski
Jan Maciej Chmielewski (ur. 1941) – polski architekt, planista, urbanista, profesor nauk technicznych, wykładowca. Syn architekta Eustachego Chmielewskiego, brat chemika Marka Chmielewskiego. Absolwent Wydziału Architektury Politechniki Warszawskiej z 1964, doktorat obronił w 1975 roku.